# Danulesd

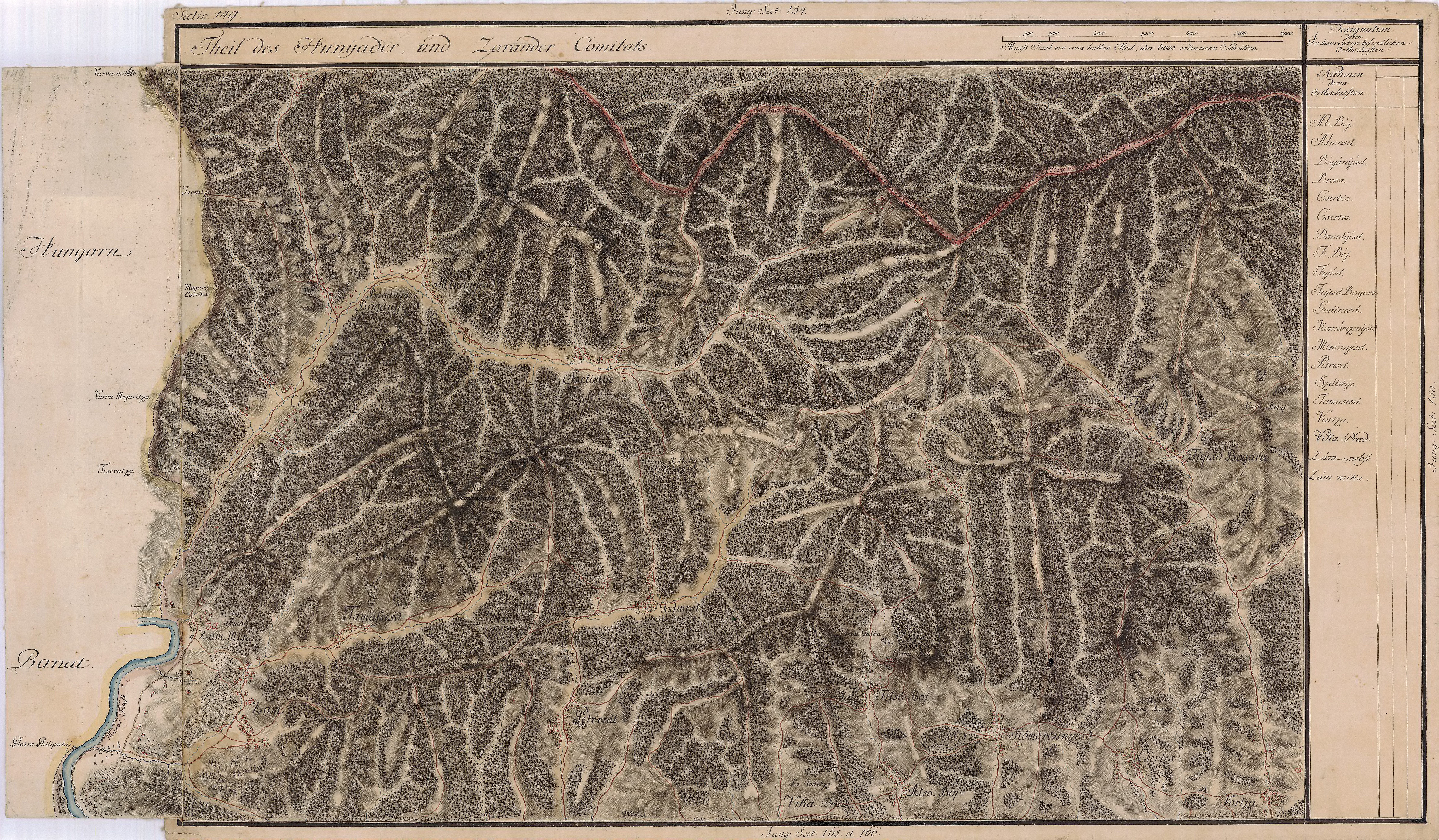
Danulesd egy régi térképen

Danulesd románul: Dănulești , falu Romániában, Erdélyben, Hunyad megyében.

## Fekvése
Marosillyétől északnyugatra fekvő település.

## Története
Danulesd, Danilafalva nevét 1468-ban említette először oklevél p. Danylafalwa néven, mint Illye város birtokát. A későbbiekben: 1733-ban Danulesti, 1750-ben Danulestij, 1805-ben Danulesd, 1808-ban Danulesd, Danlesti ~ Danolesd, 1913-ban Danulesd néven említették az oklevelekben.
A trianoni békeszerződés előtt Hunyad vármegye Marosillyei járásához tartozott. 1910-ben 336 lakosából 335 görögkeleti ortodox román volt.

## Nevezetesség
- Ortodox fatemplom[1]